# محسن ترکی
محسن ترکی (زاده ۲۰ تیر ۱۳۵۲ در بشرویه) داور ایرانی فوتبال است. او داوری را به همراه دوستان خود حسن کامرانی‌فر، رضا سخندان و محسن قهرمانی شروع کرد. او از سال ۲۰۰۳ در لیست بین‌المللی قرار دارد. عمده شهرت وی به علت هفت بار قضاوت شهرآورد تهران بین دو تیم استقلال و پرسپولیس بعد از ۱۴ سال حضور داوران خارجی است. وی در تاریخ ۱۴ دی ماه سال ۱۳۹۵ پس از گذراندن تست آمادگی جسمانی در دوره بازآموزی و کلاس‌های توجیهی داوری در کیش در جمع همکارانش از دنیای داوری خداحافظی کرد. ترکی با این کار قصد داشته ضمن پیام روشن به جامعه داوری، بر شایعات پیرامون آماده نبودن خود پایان دهد.

## شهرآورد تهران
در تاریخ ۲۵ بهمن ۱۳۸۷ پس از ۱۴ سال از آخرین قضاوت یک داور ایرانی در شهرآورد تهران، محسن ترکی عهده‌دار داوری این بازی شد.
ترکی در طول دوران قضاوتش داور هفت بازی دربی تهران بوده است؛ که با همین هفت بار قضاوت شهرآورد تهران رکورددار قضاوت در بین داوران ایران در این بازی مهم است
نکته جالب در مورد قضاوتهای این داور این است که ترکی در سه وهله دو دربی متوالی را سوت زده است:
بار اول دربی ۶۶ و ۶۷
بار دوم دربی ۷۰ و ۷۱
بار سوم دربی ۸۱ و ۸۲
| شش بازی که داور وسط بوده است |                 |                        |                                                                     |
| دربی                         | تاریخ           | نتیجه بازی             | گروه داوری                                                          |
| شماره ۸۲                     | ۲۷ فروردین ۱۳۹۵ | استقلال ۲ - پرسپولیس ۴ | محسن ترکی -- رضا سخندان -- محمدرضا منصوری -- حسین زرگر              |
| شماره ۸۱                     | ۸ آبان ۱۳۹۴     | استقلال ۱ - پرسپولیس ۱ | محسن ترکی -- رضا سخندان -- محمدرضا ابوالفضلی -- پیام حیدری          |
| شماره ۷۵                     | ۳ شهریور ۱۳۹۱   | استقلال ۰ - پرسپولیس ۰ | محسن ترکی -- حسن کامرانی‌فر -- رضا سخندان -- احمد صالحی              |
| شماره ۷۱                     | ۲۵ شهریور ۱۳۹۰  | استقلال ۲ - پرسپولیس ۰ | محسن ترکی -- رضا سخندان -- محمدرضا منصوری -- هدایت ممبینی           |
| شماره ۷۰                     | ۱۰ فروردین ۱۳۹۰ | استقلال ۱ - پرسپولیس ۰ | محسن ترکی -- حیدر شکور -- رضا سخندان -- علیرضا فغانی                |
| شماره ۶۷                     | ۱۰ مهر ۱۳۸۸     | استقلال ۱ - پرسپولیس ۱ | محسن ترکی -- رضا سخندان -- جواد تقی‌پور -- تورج حق‌وردی -- مسعود فلاح |
| شماره ۶۶                     | ۲۵ بهمن ۱۳۸۷    | استقلال ۱ - پرسپولیس ۱ | محسن ترکی -- رضا سخندان -- حسن کامرانی‌فر -- خداداد افشاریان         |

منبع

## نفر اول داوری ایران
پس از آنکه مسعود مرادی نفر اول لیست الیت (نخبه) داوری ایران بازنشسته شد دو گزینه برای جایگاه اول داوری ایران مطرح شد؛ محسن ترکی و سعید مظفری‌زاده. اما در نهایت کمیتهٔ داوران محسن ترکی را در سال ۲۰۱۱ انتخاب کرد.

## انتخاب برای جام ملّت‌های آسیا
محسن ترکی تمامی تست‌های لازم برای این دوره از مسابقات را با موفقیت پشت سر گذاشت و به عنوان داور ذخیرهٔ اول انتخاب شد. اما یک داور سوریه‌ای در تست‌های آمادگی مردود شد و طبق قوانین AFC باید داور ذخیره با داوری که در تست‌ها مردود شده است جایگزین می‌شد اما به یک‌باره اعلام شد یک داور بحرینی جانشین داور مردودی خواهد شد و ترکی به‌عنوان داور ذخیره در این دوره حضور خواهد یافت.

## انتخاب به عنوان شهروند نمونه
شورای اسلامی شهر بشرویه در اردیبهشت ۱۳۸۹ محسن ترکی را به عنوان شهروند نمونه این شهر انتخاب کرد.

## جنجال‌ها

### قضاوت در جام ملّت‌های آسیا ۲۰۱۱
محسن ترکی در این دوره از بازی‌ها به عنوان داور ذخیره حضور داشت. در بازی افتتاحیه او به عنوان داور چهارم معرفی شد. او به دلیل مصدومیت خلیل الغمدی موفق به قضاوت در جام ملت‌های آسیا ۲۰۱۱ شد. رضا سخندان و حسن کامرانی فر در بازی سوریه و ژاپن کمک‌های او بودند. این دیدار به خاطر برخی از تصمیمات تیم داوری ایرانی به جنجال کشیده شد. در دقیقهٔ ۷۰ دروازه‌بان ژاپن بر روی بازیکن تیم سوریه در محوطه جریمه خطا کرد و ترکی هم اعلام پنالتی کرد اما هنگام بیرون آوردن کارت قرمز، حسن کامرانی فر را دید که پرچم خود را به نشانهٔ آفساید بالا برده است و ژاپنی‌ها نیز با دیدن این صحنه و اختلاف نظر بین دو داور شروع به اعتراض کردند. در همین حین یکی از دستیاران مربی ژاپن به دلیل توهین به ترکی اخراج شد. ترکی اصرار و پافشاری زیادی در پنالتی بودن آن صحنه داشت و بالاخره با کمی مشورت با کمک خود، تصمیم خودش را اجرا کرد و دروازه‌بان را اخراج کرد. اما ماجرای این بازی در همین‌جا هم پایان نرسید در اواخر وقت قانونی مسابقه هم ترکی یک پنالتی مشکوک دیگر اعلام کرد و این بار برای ژاپن. در انتهای بازی و با زدن سوت پایان بازیکنان و مربی سوریه که بسیار از قضاوت ترکی ناراحت بودند شروع به دست زدن برای داور ایرانی کردند که با آمدن نیروهای انتظامی، داوران سالم به رختکن خود رسیدند. بعد از اتمام این دوره از بازی‌ها ناظران و مدرسان کمیتهٔ داوران آسیا به بازخوانی این پرونده پرداختند که نتیجهٔ این نشست رد تصمیم محسن ترکی و تأیید پرچم حسن کامرانی‌فر بود.

### فولاد استقلال لیگ دوازدهم
در این بازی که با قهرمانی استقلال همراه بود بازیکنان و کادر فنی و هواداران فولاد به شدت به وی اعتراض کردند و کارشناسان داوری محسن ترکی را به یک طرفه سوت زدن متهم کردند.

## جوایز
برترین داور - لیگ برتر فوتبال ایران ۹۵–۱۳۹۴